# Herbetswil
Herbetswil ist eine politische Gemeinde im Bezirk Thal des Kantons Solothurn in der Schweiz.

## Geographie

Luftbild (1955)

Herbetswil liegt auf 524 m ü. M., 8 km westsüdwestlich des Bezirkshauptortes Balsthal (Luftlinie). Das Haufendorf erstreckt sich auf der Sonnseite am nördlichen Talrand des Balsthalertals, beidseits des Dorfbachs Rickenbächli, am Fuss der Brunnersbergkette im Solothurner Jura.
Die Fläche des 16,4 km² grossen Gemeindegebiets umfasst einen Abschnitt im westlichen Teil des Balsthaler- oder Dünnerntals, eines Längstals im Solothurner Jura. Den zentralen Teil des Gebietes bildet die rund 500 bis 700 m breite flache Talebene der Dünnern. Nach Süden reicht der Gemeindebann auf die Antiklinale der Weissensteinkette und umfasst dabei den so genannten Schattenberg, den dicht bewaldeten steilen Nordhang des Chamben (mit 1251 m ü. M. die höchste Erhebung von Herbetswil) mit dem Erosionstälchen Riedgraben, das in die harten Kalkschichten eingeschnitten ist.

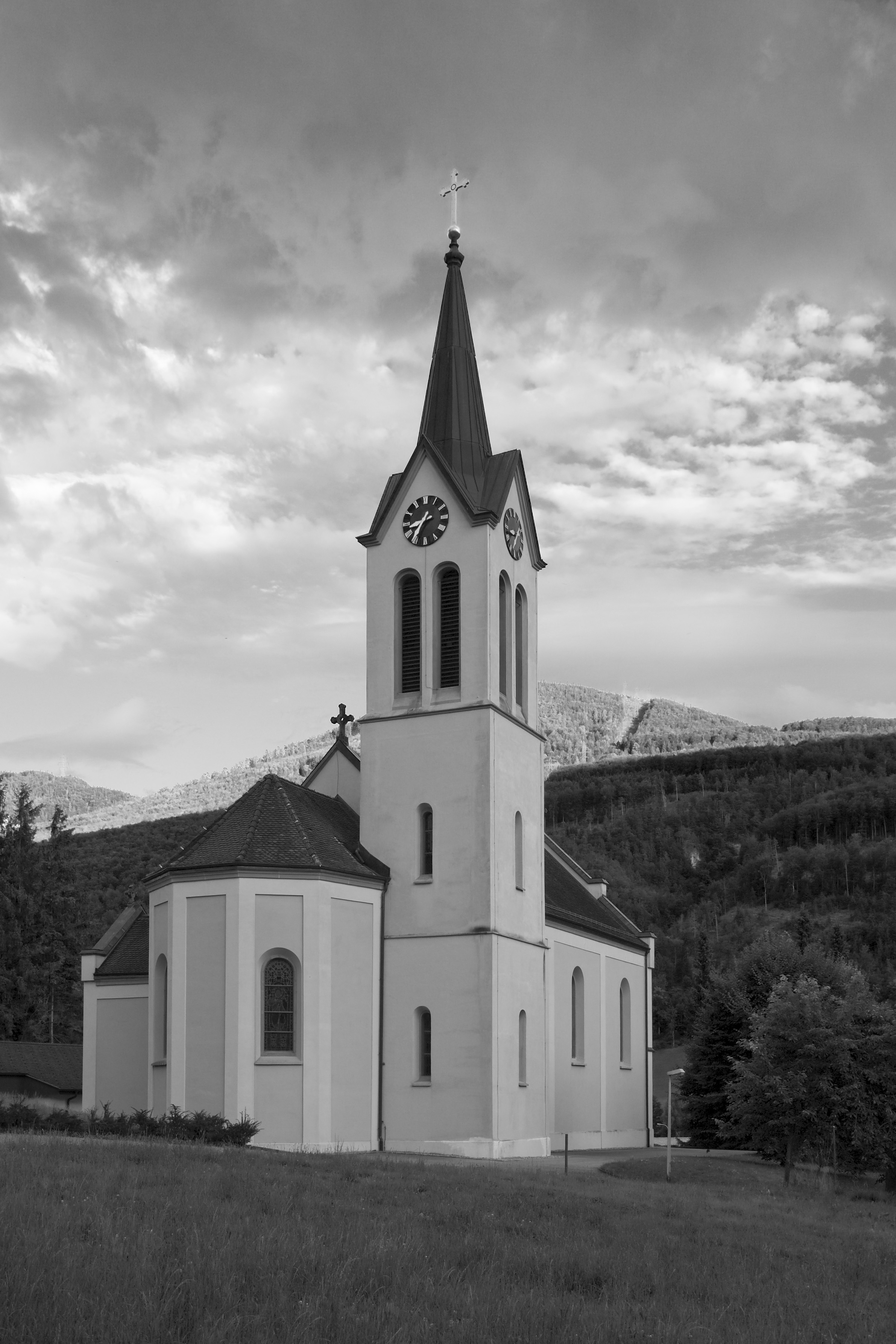
Die historistische Dorfkirche

Nördlich an die Talebene der Dünnern erstreckt sich der Gemeindeboden über den Steilhang des so genannten Sunnenbergs bis auf die Antiklinale der Brunnersbergkette mit den Höhen von Vorder Brandberg (1085 m ü. M.), Hornegg (1225 m ü. M.) und Tannmatt (1173 m ü. M.). Auch die Wolfsschlucht westlich der Hornegg mit ihrem Einzugsgebiet gehört zu Herbetswil. Ein schmaler Zipfel reicht über die Höhen des Hinter Brandberg (1186 m ü. M.) bis zum Harzergraben. Ein kleiner Anteil des Gemeindebannes nördlich von Mieschegg und Tannmatt liegt im Einzugsbereich der Gabiare (Zufluss des Scheltenbachs). Von der Gemeindefläche entfielen 1997 3 % auf Siedlungen, 63 % auf Wald und Gehölze und 34 % auf Landwirtschaft.
Zu Herbetswil gehören die Weiler Vorder Hammer (537 m ü. M.) im Dünnerntal und Hinter Hammer (573 m ü. M.) am westlichen Ende der Talebene sowie zahlreiche Einzelhöfe, die weit verstreut auf den Höhen der Brunnersbergkette liegen. Nachbargemeinden von Herbetswil sind Aedermannsdorf, Günsberg, Balm bei Günsberg und Welschenrohr-Gänsbrunnen im Kanton Solothurn sowie Seehof und Farnern im Kanton Bern.

## Bevölkerung
Mit 605 Einwohnern (Stand 31. Dezember 2023) gehört Herbetswil zu den kleineren Gemeinden des Kantons Solothurn. Von den Bewohnern sind 96,1 % deutschsprachig, 0,9 % albanischsprachig und 0,9 % sprechen Arabisch (Stand 2000). Die Bevölkerungszahl von Herbetswil belief sich 1850 auf 475 Einwohner, 1900 auf 437 Einwohner. Im Verlauf des 20. Jahrhunderts stieg die Bevölkerungszahl bis 1950 auf 658 Personen an. Danach wurde insgesamt ein leichter Bevölkerungsrückgang verzeichnet.

## Wirtschaft
Herbetswil war bis in die zweite Hälfte des 20. Jahrhunderts ein vorwiegend durch die Landwirtschaft geprägtes Dorf. Im Lauf des 16. Jahrhunderts wurden die Höhen der Brunnersbergkette gerodet, ausgedehnte Sömmerungsweiden für das Vieh geschaffen und mehrere Sennhöfe erbaut. Als grösste Viehsömmerungsweide des Kantons mit rund 1 km² gilt der Vordere Brandberg. Noch heute haben der Ackerbau in den tieferen Lagen sowie die Milchwirtschaft und die Viehzucht in den oberen Gemeindeteilen einen wichtigen Stellenwert in der Erwerbsstruktur der Bevölkerung. Weitere Arbeitsplätze sind im lokalen Kleingewerbe und im Dienstleistungssektor vorhanden. In Herbetswil sind Betriebe der Holzverarbeitung und die Uhrenfirma Festina-Candino Watch Ltd. (wichtigster Arbeitgeber des Dorfes) vertreten. In den letzten Jahrzehnten hat sich das Dorf auch zu einer Wohngemeinde entwickelt. Viele Erwerbstätige sind deshalb Wegpendler, die hauptsächlich in Balsthal sowie im Raum Olten-Solothurn arbeiten.

## Verkehr
Die Gemeinde ist verkehrsmässig recht gut erschlossen. Sie liegt wenige 100 Meter neben der Hauptstrasse von Oensingen nach Moutier. Durch einen Postautokurs, welcher die Strecke von Balsthal nach Gänsbrunnen im Stunden- bis 20-Minuten-Takt bedient, ist Herbetswil an das Netz des öffentlichen Verkehrs angeschlossen.

## Geschichte
Die erste urkundliche Erwähnung des Ortes erfolgte erst 1400 unter dem Namen Herbrechtswil. Später erschienen die Bezeichnungen Herbrechtswilr (1423), Ebertzwil (1444) und Herbertzwil (1467). Der Ortsname ist von althochdeutschen Personennamen Heribrecht abgeleitet und bedeutet beim Gehöft des Heribrecht.
Zur Zeit seiner ersten Nennung gehörte Herbetswil zur Herrschaft Neu-Falkenstein. Im Jahr 1420 kam der Ort durch Kauf unter die Herrschaft von Solothurn und wurde der Landvogtei Falkenstein zugeordnet. Schon seit dem 15. Jahrhundert gab es verschiedene gewerbliche Eisen- und Kupferschmieden auf dem Gebiet des Dorfes, wovon heute noch die Namen Vorder und Hinter Hammer zeugen. Bemerkenswert in diesem Zusammenhang ist die Tatsache, dass aus Herbetswil der erste schriftliche Nachweis des gesamten Solothurner Juras für die Existenz der Fichte (Rottanne) stammt. Der hier heute sehr weit verbreitete Baum ist überdurchschnittlich lichtbedürftig und scheint erst seit dem 18. Jahrhundert vom westlichen Jura her nach Osten vorgerückt zu sein. Dies muss im Zusammenhang gestanden haben mit starken Rodungen für die erwähnten Schmiede-Werkstätten, die der Fichte zusagende Lichtungen geschaffen haben.
Nach dem Zusammenbruch des Ancien Régime (1798) wurde Herbetswil dem Bezirk Balsthal-Thal zugeteilt. Im 19. Jahrhundert, insbesondere von 1850 bis etwa 1870 war das Tal von schwerer Armut und Hungersnöten betroffen, so dass viele Bewohner auswandern mussten – weltweite Spätfolgen des ungewöhnlich kalten Jahres 1816 („Jahr ohne Sommer“), verursacht durch einen Ausbruch des indonesischen Vulkans Tambora im April 1815. Zu Beginn des 20. Jahrhunderts fasste die Uhrenindustrie Fuss, die trotz mehrerer Krisen bis heute weiterlebt.

## Sehenswürdigkeiten
Seit 1549 besass Herbetswil eine Kapelle, die 1896 abgerissen wurde. Das Dorf wurde 1843 von der Kirchgemeinde Matzendorf abgetrennt und zur eigenen Pfarrei erhoben. Die neue Pfarrkirche wurde 1891 erbaut und besitzt eine spätgotische Statue des heiligen Johannes des Täufers.

## Bilder

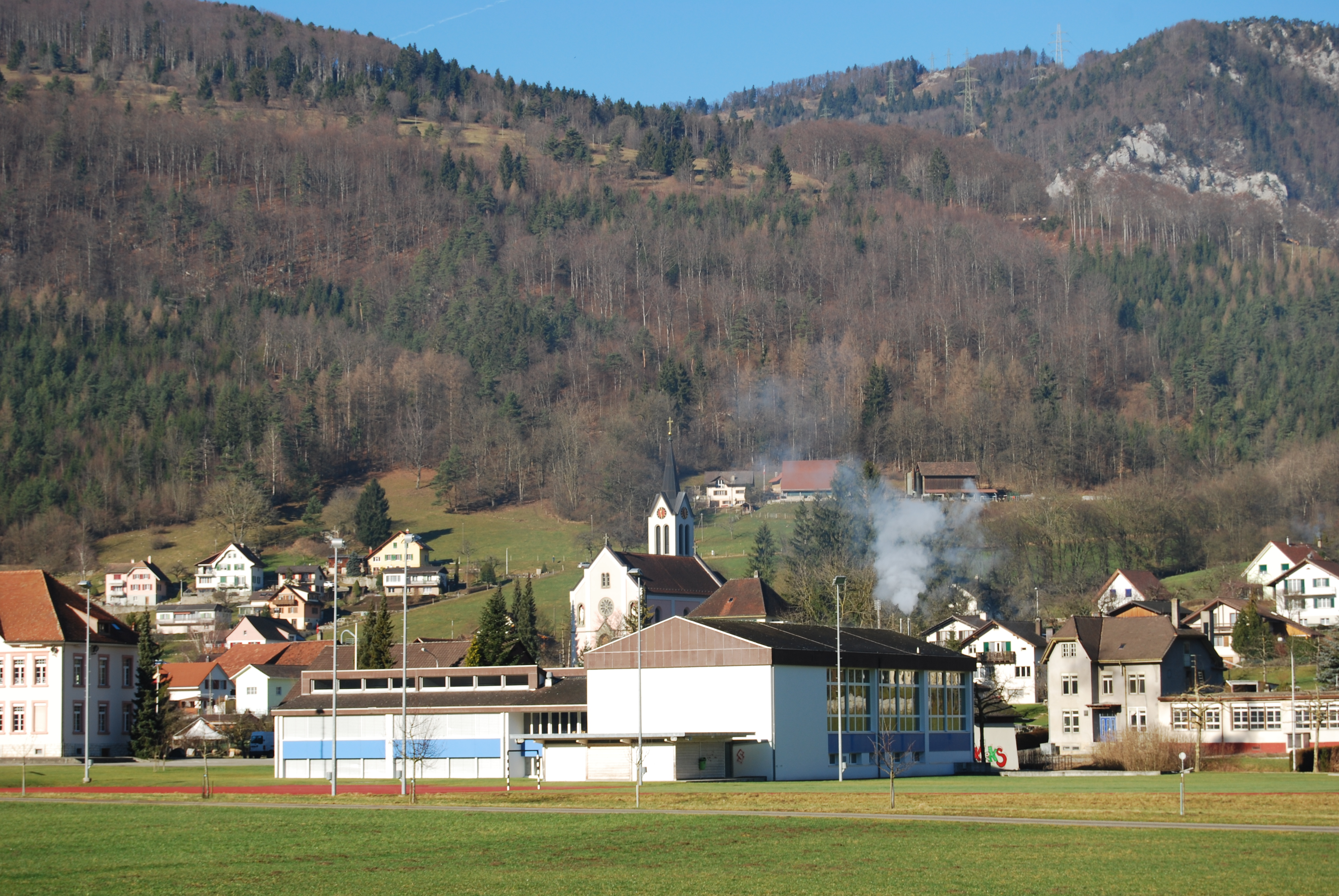
Herbetswil
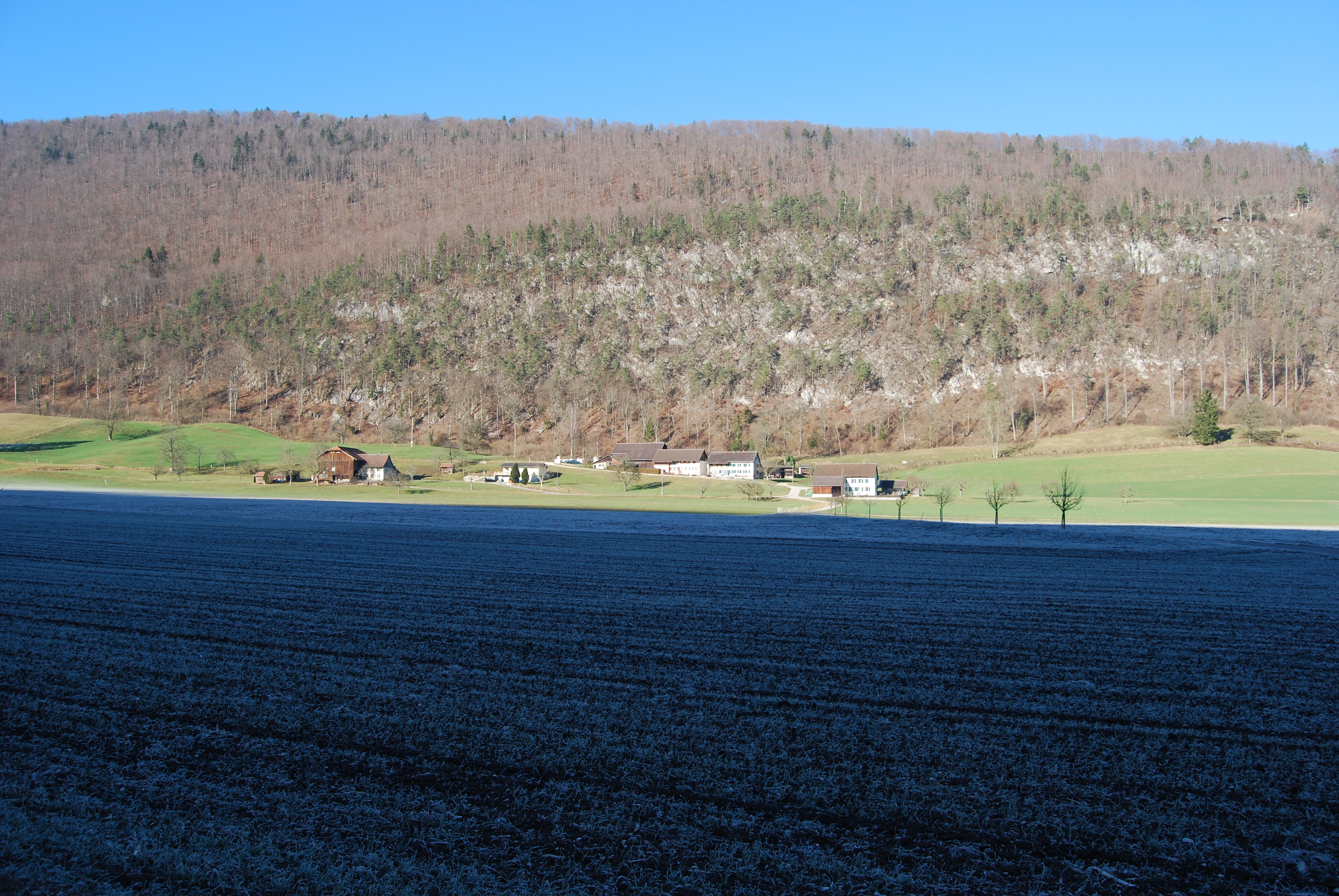
Die Siedlung Vorderer Hammer
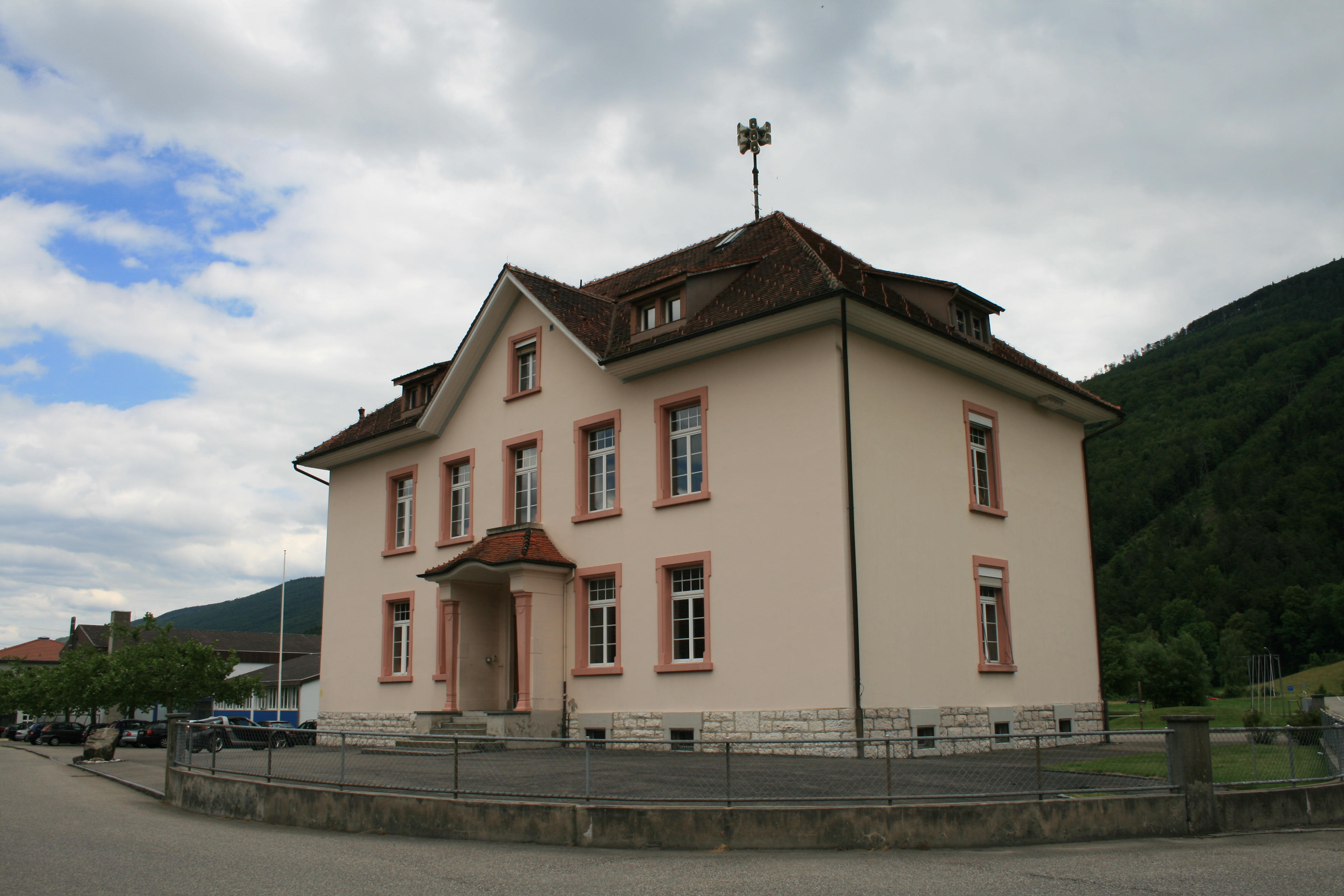
Schulhaus
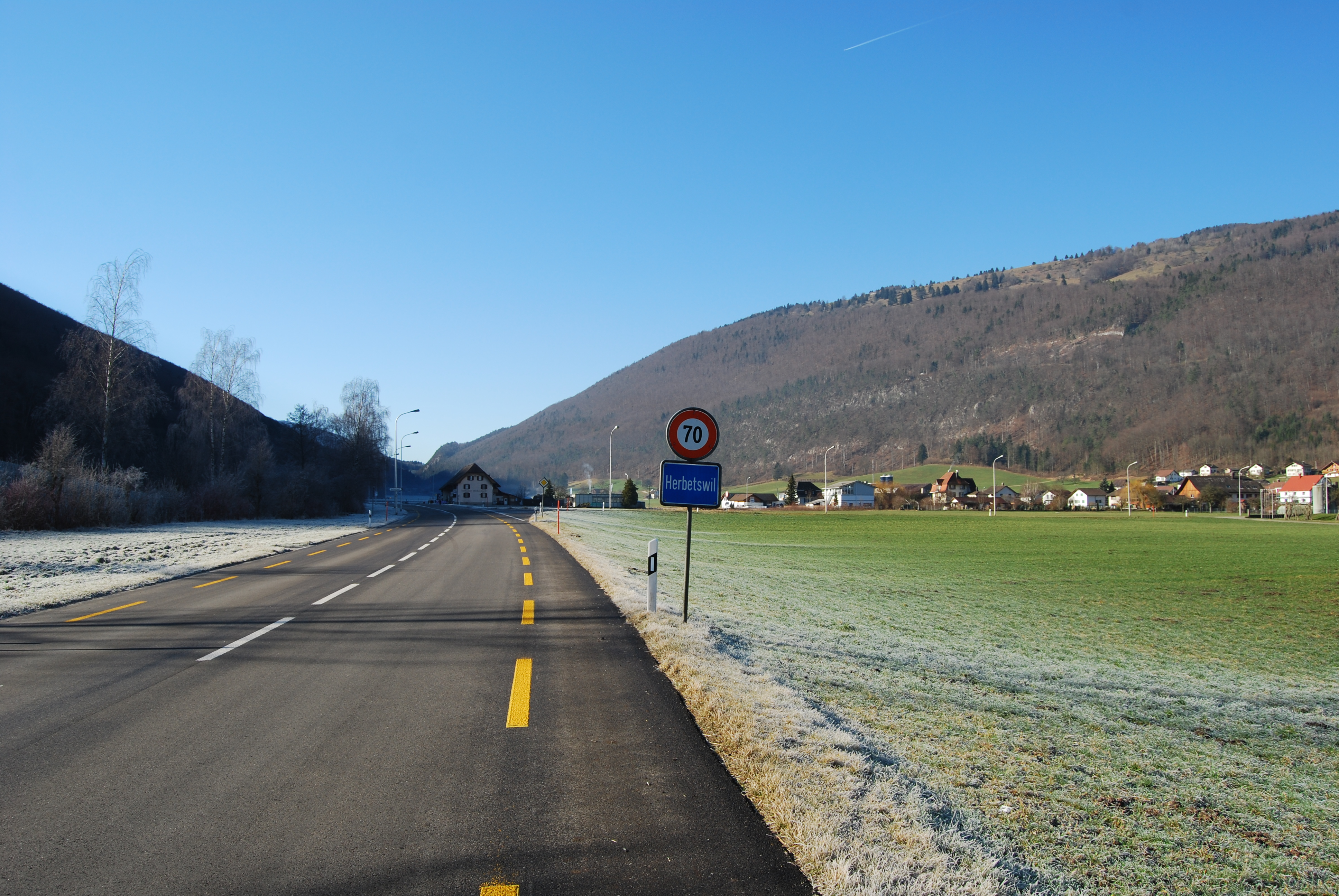
Die Hauptstrasse 30 bei Herbetswil

## Wappen
Blasonierung
Ein in Rot aufrecht gestürztes schwarzes Winkelmass nach rechts gerichtet

## Persönlichkeiten
- Stefan Müller-Altermatt (* 1976), Politiker, Nationalrat, Gemeindepräsident